# قتلت زوجتي (فلم)
قتلت زوجتي  فيلم دراما مصري لعام 1956  أخرج الفيلم وكتب السيناريو كمال عطية وكتب القصة والحوار السيد بدير. الفيلم من بطولة مديحة يسري، عماد حمدي، زهرة العلا، وعمر الحريري. تدور الأحداث حول الموظف زكي وزوجته ومعاناتهم من مشكلة عدم الإنجاب وانتشار الشائعات حول خيانة الزوجة وضغوط أهل قريته لقتلها.
صدر الفيلم إلى دور العرض المصرية في 20 فبراير 1956.
منح موقع قاعدة بيانات الأفلام على الإنترنت (IMDB) الفيلم درجة 6.5/ 10.
منح موقع قاعدة بيانات الأفلام العربية «السينما.كوم» الفيلم درجة 6.5/ 10.

## طاقم التمثيل
مديحة يسري: في دور رتيبة
عماد حمدي: في دور زكي (كاتب النيابة)
زهرة العلا: في دور سعاد (شقيقة رتيبة)
عمر الحريري: في دور حامد (ابن خالة رتيبة وسعاد)
وداد حمدي: في دور رجوات (صاحبة البيت وجارة زكي ورتيبة)
عزيزة حلمي: في دور رسمية (شقيقة زكي)
فردوس محمد: في دور والدة رتيبة وسعاد
ثريا فخري: في دور أم حامد
عبد المنعم إسماعيل: في دور المعلم أبو راية
حسين إسماعيل: في دور جارسون الحانة
محمد شوقي: في دور ساقي الحانة
محسن حسنين: في دور سبعاوي (من عائلة زكي)
سيد العربي: في دور عبد الحافظ (من عائلة زكي)
عبد الغني النجدي: في دور الخفير
حسن حامد: في دور سلامة حسن غزولي (قاتل شقيقته فاطمة)
علي رشدي: في دور وكيل النيابة
حسين قنديل: في دور الدكتور كامل عبد العال (طبيب أمراض النساء)
عبد العليم خطاب: في دور المحامي
علي عبد العال: في دور ناظر المحطة 

## أحداث الفيلم
يعمل الشاب زكي (عماد حمدي) كاتباً في النيابة ويعيش مع زوجته الشابة رتيبة (مديحة يسري) التي لم تلد له طفلا بالرغم من زواجهم الذي امتد لمدة خمسة سنوات. تحاول جارتهم وصاحبة البيت رجوات (وداد حمدي) أن تضايق رتيبة وتلمح إلى أنها امرأة عقيم لا تنجب، وتحاول استمالة زكي وإظهار حبها له. تعمل شقيقة رتيبة الصغرى سعاد (زهرة العلا) مدرسة وتنتظر بفارغ الصبر عودة ابن خالتها حامد (عمر الحريري) الذي انهى دراسة الطب ليفتتح عيادة في بلدته. تسعد أم حامد (ثريا فخري) بعودة ولدها، وتسعد أيضا خالته والدة رتيبة وسعاد (فردوس محمد)، وترتفع درجة حرارة الحب بين حامد وسعاد ويبادر بطلب يدها للزواج. بينما يسمع أهل البلدة عن علاقة قديمة كانت تجمع الشقيقة الكبرى رتيبة مع حامد قبل سفره. يستمر الجدال بين زكي ورتيبة حيث أن الزوج يرفض عرض زوجته على الأطباء لمعرفة سبب عدم الإنجاب، وتستغل رجوات ذلك لإشعال نار الخلافات بين الزوجين. يسافر زكي ورتيبة لزيارة شقيقته رسمية (عزيزة حلمي) التي تصر على أن تبقى معها رتيبة لأيام، ويوافق زكي وهو لا يدري أن رسمية قد قامت بترتيب موعد مع الدكتور كامل عبد العال (حسين قنديل) طبيب أمراض النساء الذي يؤكد أن جراحة بسيطة لرتيبة سوف تحل مشكلة عدم الإنجاب. وتتم الجراحة وتحمل رتيبة ويسعد زكي بذلك ولكن الشائعات تزداد في بلدتهم الصغيرة عن الدكتور حامد الذي عاد ليخطب سعاد كي يتقرب من حبيبته القديمة رتيبة. تضع رتيبة مولودها وسط أزدياد الشائعات، وتهجر سعاد خطيبها وتسب شقيقتها وتلطمها على وجهها. يأتي رجال قرية زكي: عبد الحافظ (سيد العربي) وسبعاوي (محسن حسنين) ويؤكدون لزكي شكوكه في زوجته ويدعوه لقتلها لغسل عار عائلته. ينهار زكي ويذهب إلى الحانة القريبة ويأخذ في الشراب والساقي (محمد شوقي) يؤكد لنادل البار (حسين إسماعيل) أنها المرة الأولى التي يرى زكي يتناول الخمور. تلتقط رجوات زكي وهو في طريقه لبيته مخموراً وتدعوه للمبيت عندها لخدمته.
يستدعي وكيل النيابة (علي رشدي) زكي لوقوع جريمة قتل في قرية مجاورة، وهناك يجد القاتل سلامة حسن الغزولي (حسن حامد) الذي يعلن صراحة قتله شقيقته فاطمة لحملها سفاحاً، ويشرد تفكير زكي، ويكتب مكان اسم القتيلة اسم زوجته وينبهه وكيل النيابة ولكن الطبيب الشرعي يكشف أن انتفاخ بطن القتيلة ليس حملاً ويصيح الغفير (عبد الغني النجدي) ليسمع الجميع أن القتيلة فاطمة بريئة وشهيدة. يعود سبعاوي وعبد الحافظ للضغط على زكي لقتل زوجته، ويستجيب لهم زكي. يتم القبض على زكي وفي المحكمة يقف المحامي (عبد العليم خطاب) ويتسائل أين جثة رتيبة، وأين جثة الطفل، وهل يمكن إتهام زكي بدون جثث القتلى. وهنا تظهر رتيبة في قاعة المحكمة ويكشف زكي خطتهم ليعرف الجميع حقيقة براءة زوجته.

## روابط خارجية
- مقالات تستعمل روابط فنية بلا صلة مع ويكي بيانات
- قتلت زوجتي على موقع الدهليز
- قتلت زوجتي نسخة محفوظة 14 سبتمبر 2021 على موقع واي باك مشين. على موقع كاروهات

https://www.filmweb.pl/film/Kaataltu+zawjati-1956-351543 قتلت زوجتي (فيلم)